# Kinangopana edwardsi
Kinangopana edwardsi är en tvåvingeart som beskrevs av Fritz Isidore van Emden 1960. Kinangopana edwardsi ingår i släktet Kinangopana och familjen parasitflugor.
Artens utbredningsområde är Kenya. Inga underarter finns listade i Catalogue of Life.